# Кашина Спорцано (Милано)
Кашина Спорцано је насеље у Италији у округу Милано, региону Ломбардија.
Према процени из 2011. у насељу је живело 17 становника. Насеље се налази на надморској висини од 109 м.